# 페르난다 타바리스
페르난다 타바리스(Fernanda Tavares, 1980년 9월 22일 ~ )는 브라질의 모델이다. 2007년 배우 무릴루 호자와 결혼했다.